# Bleiburg (Strahlenschutz)

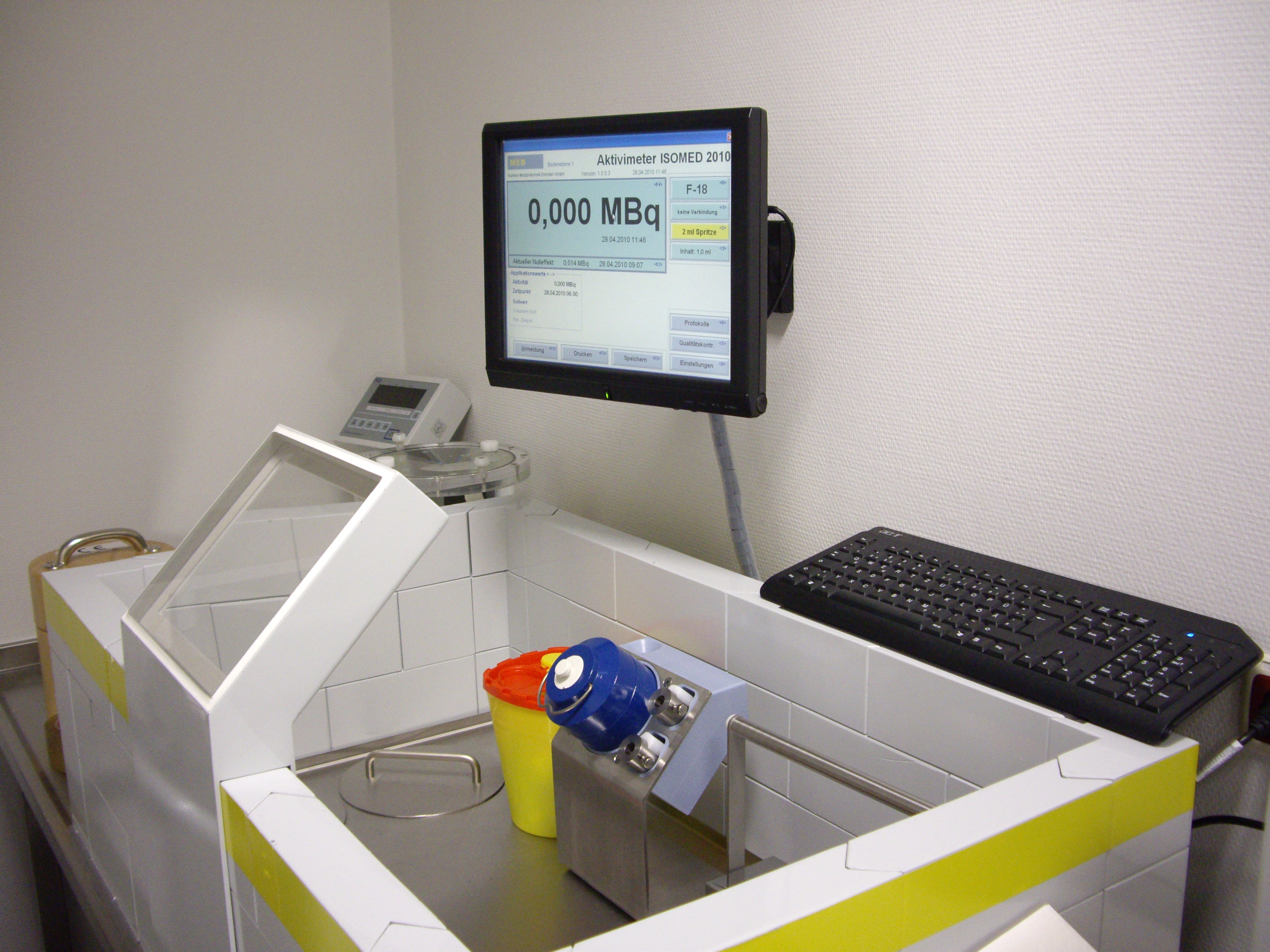
Eine Bleiburg in einem nuklearmedizinischen Heißlabor. Bildschirm und Tastatur gehören zum Aktivimeter

Eine Bleiburg oder Abschirmwand (einzelne Elemente: Bleibaustein oder Abschirmbaustein) ist eine aus beweglichen Elementen mit hohem Absorptionsvermögen – zum Beispiel zentimeterdickes Blei – zusammengesetzte Konstruktion zur flexiblen Abschirmung von radioaktiven Strahlenquellen. Vorteile sind die Anpassungsfähigkeit an kleine Arbeitsräume oder veränderliche Abschirmungsnotwendigkeiten.
Die bezüglich Dichtigkeit und Abschirmung maximierte Variante der Bleiburg für hohe Aktivitäten und standardisierte Arbeitsabläufe ist die Heiße Zelle.

## Nuklearmedizin
In der Nuklearmedizin ist eine Bleiburg üblicherweise Teil der Abschirmung im Heißlabor. Die verwendeten Radionuklide müssen vor der Anwendung am Patienten präpariert, portioniert und in Spritzen aufgezogen werden. Zur Minimierung der Strahlenbelastung des Personals geschieht dies hinter einer Bleiburg. Das Bedienpersonal blickt durch ein mehrere Zentimeter dickes Fenster aus Bleiglas auf das oben offene Arbeitsfeld. Lediglich Arme und Hände des Operators sind nicht vor direkter Strahlung geschützt.

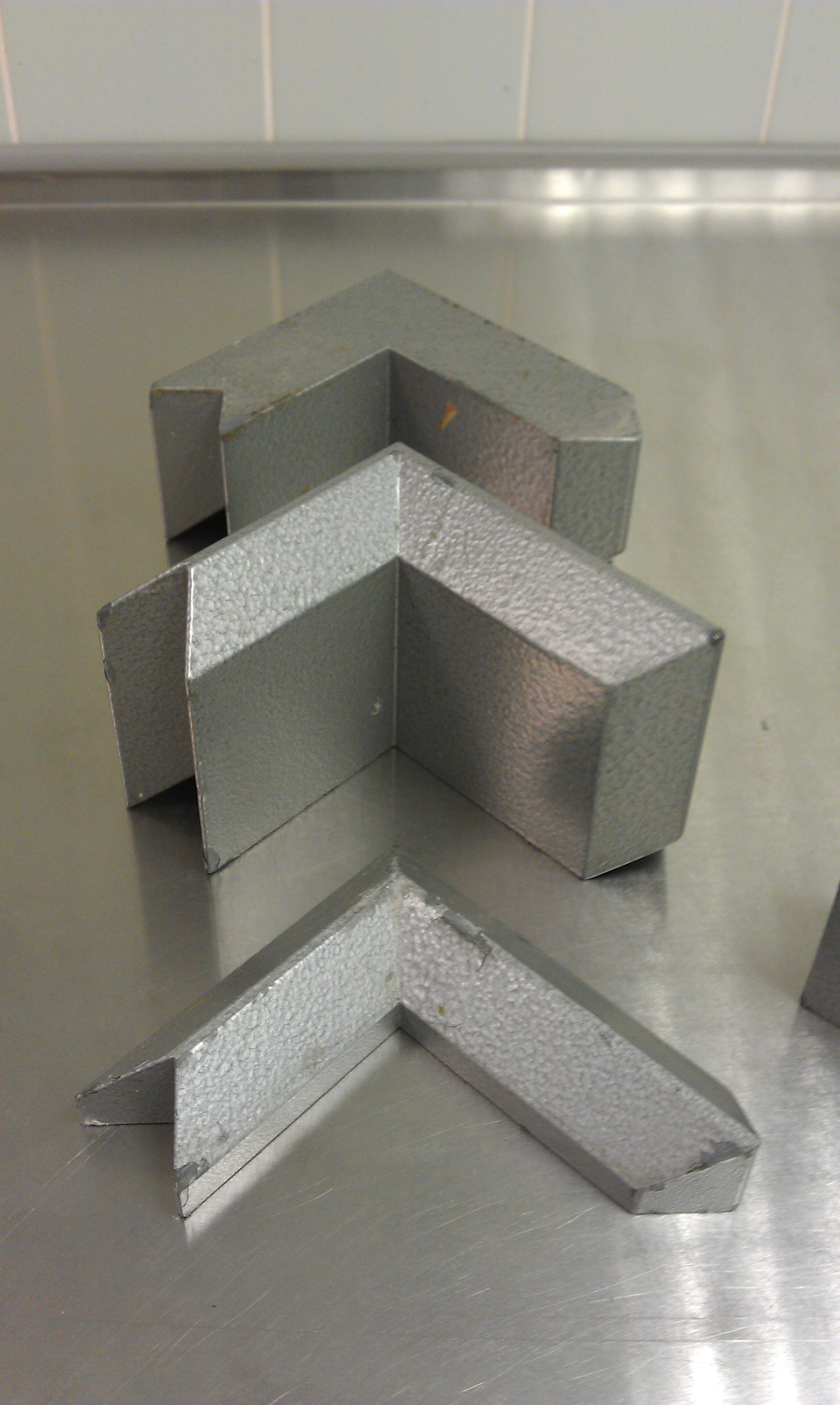
Eine Auswahl von Bleibausteinen, aus denen eine Bleiburg gebaut werden kann.

## Bleibausteine
Bleiburgen werden aus beweglichen Elementen zusammengesetzt. Sparrenförmige Überlappungen zwischen übereinander und nebeneinander liegenden Bausteinen minimieren Lücken zwischen den Bausteinen, die sonst zu einer mangelhaften Abschirmung im Bereich der Lücke führten. Für die unterste und oberste Baureihe sind Bleibausteine vorgesehen, die auf Unter- beziehungsweise Oberseite keine Kerbung haben.
In Deutschland regelt die DIN 25407, wie diese Bausteine (und Bleiburgen und heiße Zellen insgesamt) auszulegen sind.